# Bedollo
Bedollo là một đô thị ở tỉnh Trento ở vùng Trentino-Alto Adige/Südtirol của Ý, tọa lạc cách 20 km về phía đông bắc của Trento. Tại thời điểm ngày 31 tháng 12 năm 2004, đô thị này có dân số 1.406 người và diện tích là 27,4 km².
Đô thị Bedollo có các frazioni (đơn vị trực thuộc, chủ yếu là các làng) Centrale, Piazze, Brusago, và Regnana.
Bedollo giáp các đô thị: Sover, Segonzano, Lona-Lases, Baselga di Pinè, Palù del Fersina, và Sant'Orsola Terme.